# Pascal Fabre
Pascal Fabre (* 9. Januar 1960 in Lyon) ist ein ehemaliger französischer Automobilrennfahrer, der unter anderem in der Formel 1 antrat.

## Die Anfänge
Nach einer Saison in der französischen Formel Renault trat Fabre 1980 und 1981 in der französischen Formel-3-Meisterschaft an. Die Saison 1980 schloss er als Zweiter der Meisterschaft ab, 1981 wurde er Siebenter. Parallel zu seinen Einsätzen in der französischen Formel 3 meldete sich Fabre 1981 auch zu einigen Rennen der Europäischen Formel-3-Meisterschaft. Hier konnte er nicht überzeugen; mit nur einem Meisterschaftspunkt wurde er Gesamt-22. 1982 meldete ihn das französische Team AGS für die Formel-2-Europameisterschaft; hier bewegte Fabre einen AGS JH19. Nach nur einem Jahr, das Fabre als Meisterschafts-Achter abschloss, trennte er sich von AGS, um für 1983 in die Formel 3 zurückzukehren und gleichzeitig in der Sportwagen-Weltmeisterschaft anzutreten. 1984 kehrte Fabre mit dem privaten Team BS Fabrications in die Formel 2 zurück. In dieser Saison erzielte einen Sieg: Er gewann den Gran Premio dell’Adriatico in Misano. 1985 und 1986 fuhr er für Oreca bzw. das Lola-Werksteam in der Formel-3000-Meisterschaft.

## Formel 1
In der Formel-1-Saison 1987 war Fabre als Fahrer des französischen Teams AGS für 14 Grand-Prix-Rennen gemeldet, konnte sich jedoch nur für elf Rennen qualifizieren. Er erlangte keine Meisterschaftspunkte und wurde für die letzten beiden Rennen der Saison vom Brasilianer Roberto Moreno abgelöst.

## Nach der Formel 1
Nach seiner kurzen Formel-1-Karriere fuhr Fabre von 1988 bis 1992 für das Team Courage Compétition in der Sportwagen-Weltmeisterschaft, die von der FIA ausgetragen wurde.

## Statistik

### Ergebnisse in der Formel-1-Weltmeisterschaft

### Le-Mans-Ergebnisse
| Jahr | Team                       | Fahrzeug       | Teamkollege         | Teamkollege           | Platzierung            | Ausfallgrund    |
| ---- | -------------------------- | -------------- | ------------------- | --------------------- | ---------------------- | --------------- |
| 1983 | WM Secateva                | WM P83         | Roger Dorchy        | Alain Couderc         | Rang 16                |                 |
| 1989 | Courage Compétition        | Cougar C22 LM  | Jean-Louis Bousquet | Jirō Yoneyama         | Ausfall                | Motorschaden    |
| 1990 | Courage Compétition        | Cougar C24S    | Lionel Robert       | Michel Trollé         | Rang 7                 |                 |
| 1992 | Courage Compétition        | Cougar C28     | Lionel Robert       | Marco Brand           | Ausfall                | Unfall          |
| 1993 | Courage Compétition        | Courage C30    | Lionel Robert       | Derek Bell            | Rang 10                |                 |
| 1994 | Courage Compètition        | Courage C32LM  | Lionel Robert       | Pierre-Henri Raphanel | Ausfall                | Motorschaden    |
| 1996 | Team Menicon SARD Co. Ltd. | SARD MC8-R     | Alain Ferté         | Mauro Martini         | Rang 24                |                 |
| 1998 | Pilot Racing               | Ferrari 333SP  | Michel Ferté        | François Migault      | Ausfall                | Getriebeschaden |
| 2001 | ROC Auto                   | Reynard 2KQ-LM | Jordi Gené          | Jean-Denis Delétraz   | Rang 5 und Klassensieg |                 |

### Einzelergebnisse in der Sportwagen-Weltmeisterschaft
| Saison | Team                                | Rennwagen           | 1   | 2   | 3   | 4   | 5   | 6   | 7   | 8   | 9   |
| ------ | ----------------------------------- | ------------------- | --- | --- | --- | --- | --- | --- | --- | --- | --- |
| 1983   | Welter Racing                       | WM P83              | MON | SIL | NÜR | LEM | SPA | FUJ | KYA |     |     |
| 1983   | Welter Racing                       | WM P83              | 16  |     |     |     |     |     |     |     |     |
| 1989   | Courage Compétition                 | Cougar C22          | SUZ | DIJ | JAR | BRH | NÜR | DON | SPA | MEX |     |
| 1989   | Courage Compétition                 | Cougar C22          | 14  | 6   | 9   | 7   | 9   | 9   | DNF | DNF |     |
| 1990   | Courage Compétition                 | Cougar C24S         | SUZ | MON | SIL | SPA | DIJ | NÜR | DON | MOT | MEX |
| 1990   | Courage Compétition                 | Cougar C24S         | 12  | 13  | 15  | DNF | 10  | 10  | DNF | DNF | 11  |
| 1991   | Louis Descartes Courage Compétition | ROC 002 Cougar C26S | SUZ | MON | SIL | LEM | NÜR | MAG | MEX | AUT |     |
| 1991   | Louis Descartes Courage Compétition | ROC 002 Cougar C26S |     |     |     | DNF |     | DNF | 7   |     |     |
| 1992   | Courage Compétition                 | Cougar C28S         | MON | SIL | LEM | DON | SUZ | MAG |     |     |     |
| 1992   | Courage Compétition                 | Cougar C28S         | DNF |     |     |     |     |     |     |     |     |